# Urinal

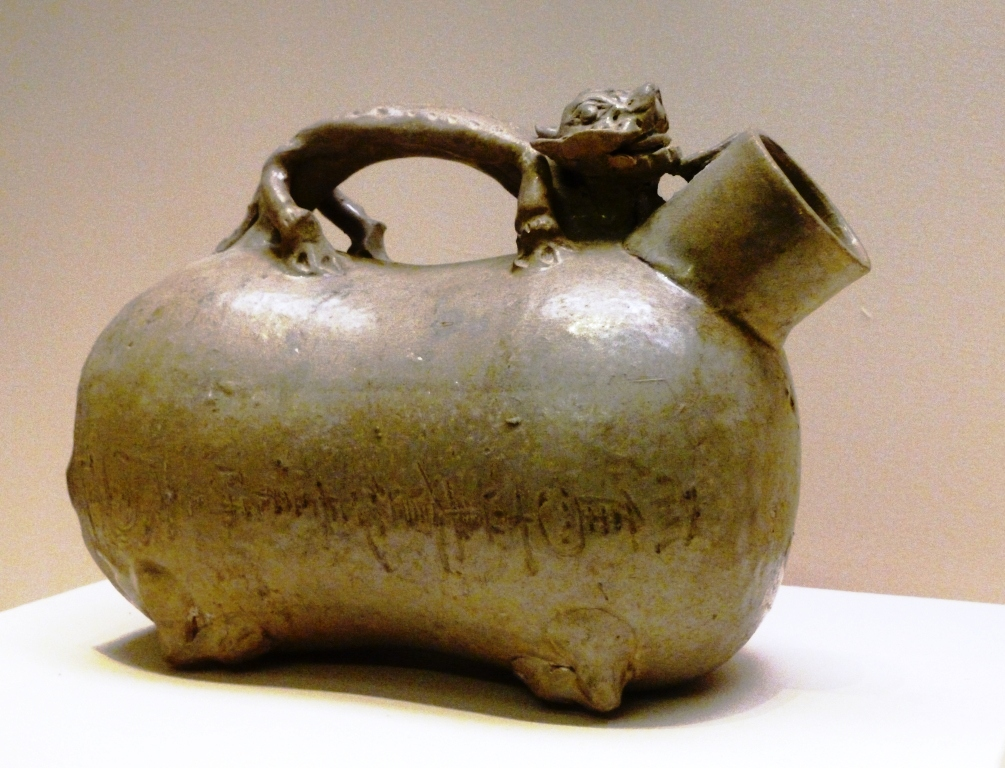
Urinal en céladon, Nankin, Chine (251).

En milieu hospitalier, l’urinal est l'équivalent du bassin de lit pour la miction. Il est parfois appelé familièrement pistolet.

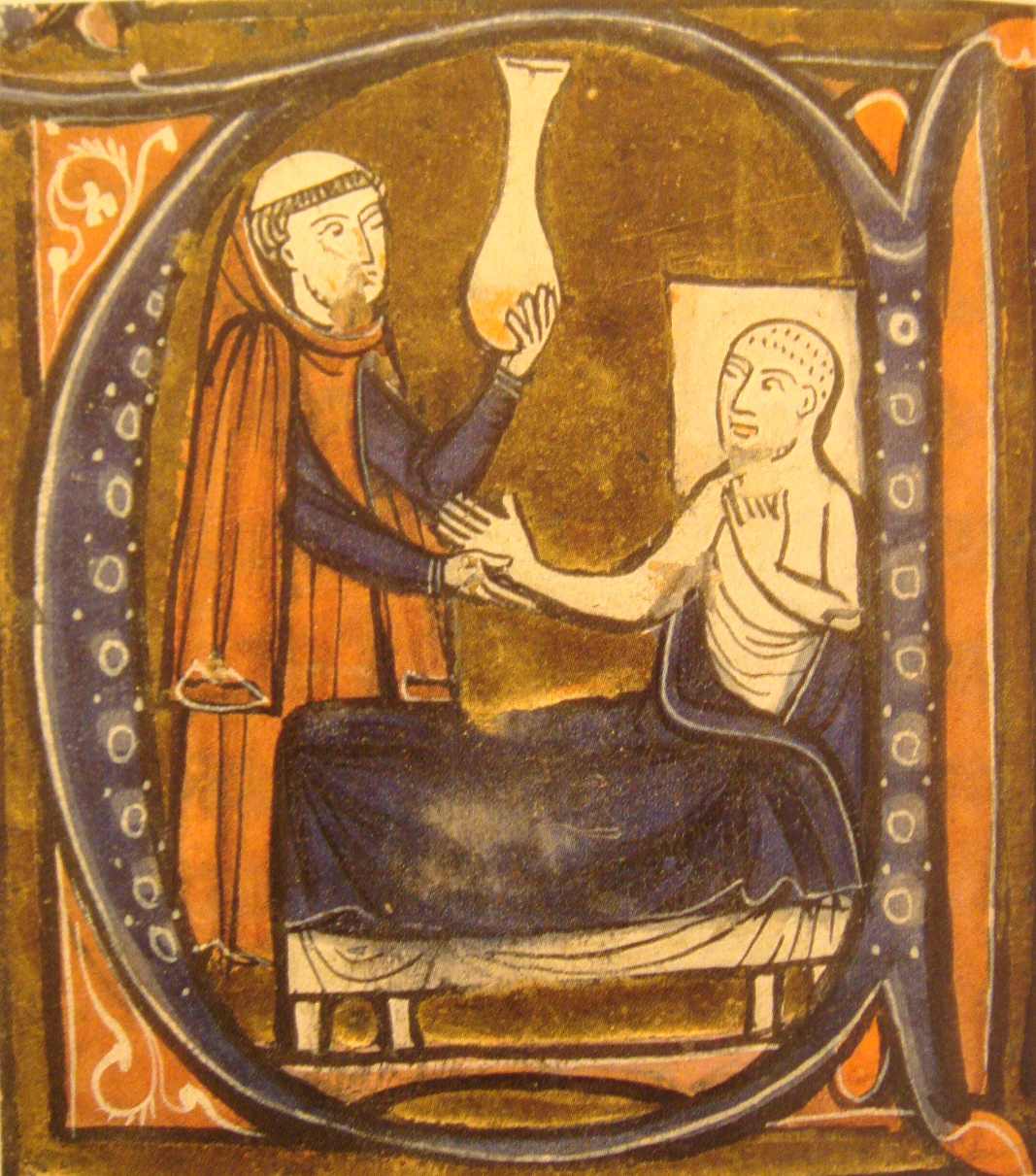
Étymologie admise, le médecin-mire « mire » les urines dans un « matula »

Le matula est un urinal de verre utilisé au Moyen Âge pour l'examen visuel des urines.
Au Moyen Âge, l'urine est recueillie après le sommeil du patient dans ce flacon à base ronde pour que s’y déposent les sédiments, l'uroscopie (examen des urines à des fins de diagnostic médical) prenant principalement en compte les critères de la couleur, la substance, la quantité et les choses contenues dans l'échantillon urinaire.

## Galerie

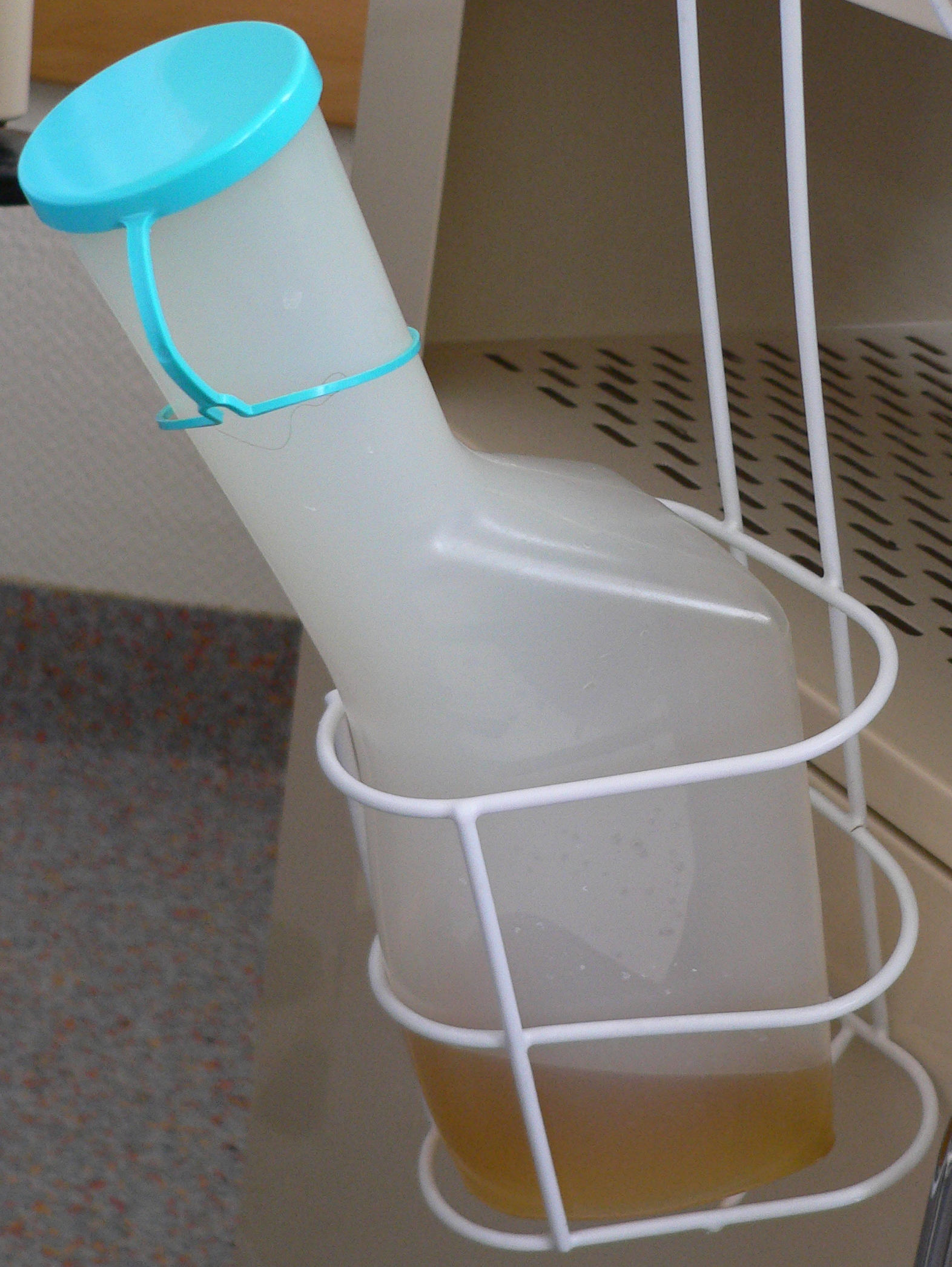
Urinal moderne
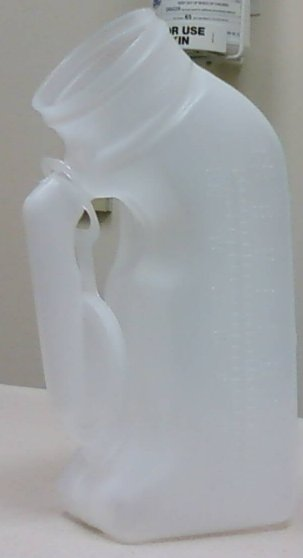
Urinal pour homme